# Santiago González Portillo
Pour les articles homonymes, voir Portillo (homonymie).
Santiago González Portillo (25 juillet 1818 – 1er août 1887) est un militaire et homme politique salvadorien. Il est président du Salvador du 15 avril 1871 au 1er février 1876. Il est ensuite vice-président et commandant en chef de l'armée pendant le mandat de son successeur, Andrés del Valle. 
Il a été ministre de la guerre du Salvador de 1863 à avril 1871. Il dirigea une révolution en 1871 lors de laquelle le gouvernement conservateur fut renversé, et amenda la constitution. 